# Alcadozo
Alcadozo là một đô thị ở Albacete, Castile-La Mancha, Tây Ban Nha. Đô thị này có 761 dân năm 2007 (giảm so với 1439 năm 1900 và 1860 năm 1930). Alcadozo nằm ở độ cao 925 m trên mực nước biển, cách Albacete 42 km. Diện tích đô thị này là 99,6 km², mật độ dân số 7,64 người/km². Mã số bưu chính của Alcadozo là 02124, dãy số đầu điện thoại là (+34) 967 29.
Alcadozo giáp các đô thị: Peñas de San Pedro (Albacete), Casas de Lázaro (Albacete), Ayna (Albacete), Liétor (Albacete), Pozohondo (Albacete) và Peñascosa (Albacete)